# انقلاب جنسی (فیلم ۱۹۶۸)
انقلاب جنسی (ایتالیایی: La rivoluzione sessuale) یک فیلم درام اِروتیک ایتالیایی است که در سال ۱۹۶۸ منتشر شد.

## گزیدهٔ بازیگران
- ماریسا مانتووانی
- روجرو میتی
- ریکاردو کوچولا
- لائورا آنتونلی
- جولیو جیرولا
- لورنتسا گوئریه‌ری
- لئو گاورو
- ایزابل روت